# Communauté de communes Cévennes-Garrigues

La Communauté de communes Cévennes-Garrigues est une ancienne communauté de communes française, située dans le département du Gard et la région Languedoc-Roussillon.

## Composition
À sa dissolution, la communauté de communes comprenait 15 communes :
| - La Cadière-et-Cambo - Colognac - Conqueyrac - Cros - Durfort-et-Saint-Martin-de-Sossenac - Fressac - Lasalle - Monoblet | - Pompignan - Saint-Bonnet-de-Salendrinque - Sainte-Croix-de-Caderle - Saint-Félix-de-Pallières - Saint-Hippolyte-du-Fort - Vabres |

## Histoire
La création de la communauté de communes remonte au 15 janvier 2003.
Elle a été dissoute le 1er janvier 2013 à la suite de la mise en application de la réforme des collectivités territoriales et des décisions du  conseil départemental de coopération intercommunale du Gard. En effet, cette réforme a fait disparaître toutes les structures intercommunales de moins de 5 000, voire 10 000 habitants.

## Administration
Le dernier président de la communauté de communes était M. Marc Le Fraper du Hellen, maire (DVD) de Conqueyrac.

## Compétences
La communauté de communes est compétente dans les domaines suivants :
- Le traitement des déchets ménagers ;